# Dirk Bauwens
Dirk Bauwens (Antwerpen, 31 januari 1969) is een Belgisch politicus voor de N-VA.

## Levensloop
Bij de gemeenteraadsverkiezingen van 2006 werd Bauwens verkozen als gemeenteraadslid in Schilde. Hij zetelde in de legislatuur 2007-2012 met zijn partij, in kartel met CD&V, als lid van de meerderheid in een coalitie met de Open Vld van toen jn partij alleen op, en haalde de hoogste score. Na een tumultueuze coalitievorming kwam het tot een bestuursakkoord tussen N-VA en CD&V. Als lijsttrekker van de grootste van de twee partijen werd Bauwens voorgedragen als kandidaat-burgemeester. In januari 2013 werd hij effectief burgemeester. Na de gemeenteraadsverkiezingen van 2018 bleef hij burgemeester in een coalitie tussen NV en Open Vld.
Bauwens was naast zijn politieke functies zelfstandig bankdirecteur. Hij is gehuwd en vader van twee kinderen.